# خطوط بروكسل الجوية
خطوط بروكسل الجوية هي شركة طيران والناقل الوطني وأكبر شركة طيران في بلجيكا وإحدى الشركات التابعة لشركة لوفتهانزا. وتعمل لأكثر من 65 وجهة في 20 بلدا أوروبيا فضلا عن الرحلات الطويلة إلى شرق ووسط وغرب أفريقيا. وتعد الخطوط الجوية عضوا في اتحاد النقل الجوي الدولي واتحاد شركات الطيران الأوروبية وتحالف ستار.

## شؤون الشركة

### المقر الرئيسي

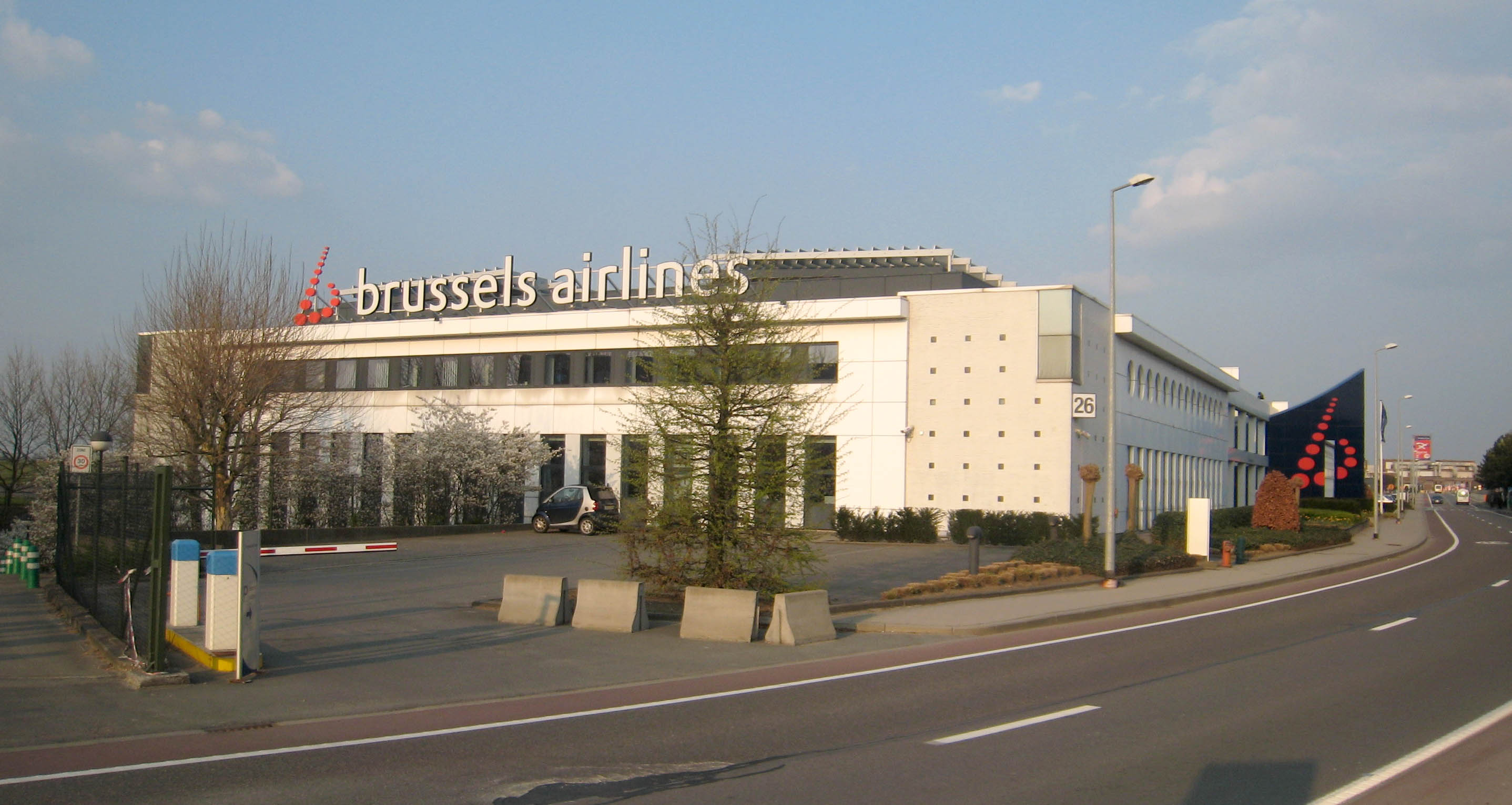
b.house, Brussels Airlines' head office, located on the grounds of Brussels Airport

يقع المقر الرئيسي للشركة في b.house (المبنى 26) في منطقة الطيران العامة في مطار بروكسل وفي دايغة، ماشيلين، برابانت فلاماند.

### الملكية
خطوط بروكسل الجوية هو الاسم التجاري لشركة Brussels Airlines SA / NV التي يوجد مكتبها في إيكسل، بروكسل.
خطوط بروكسل الجوية مملوكة بنسبة 100٪ لشركة SN Airholding SA / NV (1,811,308 سهم من أصل 1,811,309)، وهي شركة قابضة بلجيكية. تمتلك لوفتهانزا 100٪ أسهم من الشركة.
يشغل ديتر فرانكس منصب الرئيس التنفيذي منذ 1 يناير 2020. تتكون اللجنة التنفيذية من ديتر فرانكس (الرئيس التنفيذي ومدير الشركة) وإيدي ولفنسبرجر (مدير العمليات). كان ديتر فرانكس سابقًا المدير المالي للشركة.

### اتجاهات الأعمال
المعلومات التي نشرتها لوفتهانزا عن خطوط بروكسل الجوية محدودة. ولكن يجب لجميع الشركات البلجيكية تقديم الحسابات لدى البنك الوطني البلجيكي، وتظهر الاتجاهات الرئيسية خلال السنوات الأخيرة أدناه (للسنوات المنتهية في 31 ديسمبر):
|                              | 2009 | 2010 | 2011          | 2012          | 2013          | 2014          | 2015                 | 2016   | 2017  | 2018          | 2019   | 2020   |
| ---------------------------- | ---- | ---- | ------------- | ------------- | ------------- | ------------- | -------------------- | ------ | ----- | ------------- | ------ | ------ |
| الإيرادات (بالمليون يورو)    | 849  | 930  | 1,036         | 1,113         | 1,138         | 1,224         | 1,330                | 1,271  | 1,326 | 1,500         | 1,555  | 456    |
| صافي الأرباح (بالمليون يورو) | −40  | 5    | −80           | −61           | −22           | −4.2          | 41.3                 | 15     | 3.6   | 12.8          | −40.6  | −386.1 |
| عدد الموظفين (متوسط)         |      |      | 2,418         | 2,479         | 2,393         | 2,395         | 2,427                | 2,480  | 3,400 | 3,512         | 3,830  | 3,483  |
| عدد الركاب (مليون)           | 4.67 | 4.89 | 5.69          | 5.76          | 5.88          | 6.60          | 7.50                 | 7.70   | 9.10  | 10.03         | 10.26  | 2.36   |
| عدد الطائرات                 |      |      |               |               |               |               | 47                   | 49     | 50    | 53            | 52     | 38     |
| مراجع                        |      |      | [ 14 ] [ 15 ] | [ 14 ] [ 15 ] | [ 14 ] [ 16 ] | [ 16 ] [ 17 ] | [ 18 ] [ 19 ] [ 20 ] | [ 21 ] |       | [ 22 ] [ 23 ] | [ 24 ] | [ 25 ] |
|                              |      |      |               |               |               |               |                      |        |       |               |        |        |

## الوجهات

### التحالف
خطوط بروكسل عضو في تحالف ستار.

### اتفاقية الرمز المشترك
لدى خطوط بروكسل اتفاقية الرمز المشترك مع الشركات التالية:
- طيران إيجيان
- إيروفلوت[28][29][30]
- أفريكا وورلد[31][32]
- طيران البلطيق
- طيران كندا
- طيران مالطا
- خطوط كل اليابان الجوية
- خطوط آسيانا الجوية
- الخطوط الجوية النمساوية
- كاثي باسيفيك[33]
- الخطوط الجوية الكرواتية
- مصر للطيران
- الاتحاد للطيران
- يورو وينجز
- خطوط هاينان الجوية
- لوفتهانزا
- الخطوط الملكية المغربية
- الخطوط الجوية السنغافورية
- الخطوط الجوية الدولية السويسرية
- الخطوط الجوية الأنغولية
- تاب برتغال
- تاروم
- الخطوط الجوية الدولية التايلاندية
- الخطوط الجوية المتحدة

أعلنت خطوط بروكسل وشركة أفريكا وورلد في أكتوبر 2019 عن اتفاقية بين الخطوط الجوية لتحسين ربط الركاب الذين يسافرون عبر محاورهم في أكرا وبروكسل.
أعلنت خطوط بروكسل وشركة إيروفلوت في ديسمبر 2019 عن اتفاقية الرمز المشترك سارية المفعول في 20 يناير 2020 بين مطار شيريميتييفو الدولي ومطار بروكسل الدولي.

## الأسطول

### الأسطول الحالي
اعتبارًا من يناير 2023، تشغل خطوط بروكسل أسطولًا بالكامل من طائرات إيرباص، يتألف من الطائرات التالية:
| الطائرة            | في الخدمة | مطلوبة | الركاب       | الركاب            | الركاب   | الركاب  | ملاحظات                                                           |  |
| الطائرة            | في الخدمة | مطلوبة | رجال الأعمال | السياحية المتميزة | السياحية | المجموع | ملاحظات                                                           |  |
| ------------------ | --------- | ------ | ------------ | ----------------- | -------- | ------- | ----------------------------------------------------------------- |  |
| إيرباص إيه 319     | 15        | 1      | —            | —                 | 141      | 141     | ستسحب الطائرات الأقدم وستستبدل بطائرة إيرباص إيه 320 نيو في 2023. |  |
| إيرباص إيه 320     | 16        | 2      | —            | —                 | 180      | 180     |                                                                   |  |
| إيرباص إيه 320 نيو | —         | 5      | —            | —                 | 180      | 180     | سيبدأ التسليم من عام 2023 لتحل محل طائرة إيرباص إيه 319.          |  |
| إيرباص إيه 330     | 9         | —      | 30           | 21                | 244      | 295     |                                                                   |  |
| المجموع            | 40        | 8      |              |                   |          |         |                                                                   |  |